# Krajcsovits István
Krajcsovits István (Budapest, 1947. április 6. –) Balázs Béla-díjas (2005) hangmérnök, egyetemi tanár.

## Életpályája
Szülei: Krajcsovits István és Krisák Gizella. 1953–1961 között a Sallai Imre Általános Iskola diákja volt. 1961–1965 között a Landler Jenő Gép- és Híradásipari Technikumban tanult. 1965 óta a Magyar Televíziónál dolgozik. 1968 óta hangmérnök. 1970 óta prózai és zenés TV- és játékfilmeket készít. 1992–1993 között a Színház- és Filmművészeti Főiskola óraadó tanára volt. 2012 óta a Budapesti Kommunikációs és Üzleti Főiskola média szakos óraadó tanára.

## Magánélete
1969-ben házasságot kötött Poroszka Judittal. Két gyermekük született: Tamás (1971) és Erika (1974).

## Filmjei
- Mazsola és Tádé (1969-1971)
- Régi idők mozija (1971)
- Egy óra múlva itt vagyok... (1971)
- Asszonyok mesélik (1971)
- Körülmények (1971)
- Széplányok sisakban (1971)
- Hofi szilveszter (1971, 1977)
- Tragédia az erdőben (1972)
- Férfiak mesélik (1972)
- Angelika (1972)
- Vízimalom (1973)
- Magyarország muzsikál (1973)
- Tigrisugrás (1974)
- Témám (1975)
- Az a bizonyos homokszem (1975)
- Inkognitóban (1975)
- A 78-as autóbusz útvonala – kis kitérővel (1975)
- Kisfiúk (1976)
- Időzített boldogság (1976)
- Cédrus (1976)
- Illetlenek (1977)
- Iskolatársak (1977)
- Mire megvénülünk (1978)
- Megtörtént bűnügyek (1978)
- Petőfi élete (1978)
- A világ közepe (1979)
- Múltszázadi történet (1980)
- Gyilkosság decemberben (1980)
- Ál Petőfi (1980)
- Özvegy és leánya (1982)
- Mint oldott kéve (1983)
- Széchenyi napjai (1983-1984)
- Enyéim nevében (1984)
- Világítóhajó (1984)
- Molitorház (1984)
- Kémeri (1985)
- Rutinmunka (1985)
- Holtak gyertyafényben (1985)
- Nyolc évszak (1987)
- Szomszédok (1987-1999)
- Főtér (1999-2010)
- Komédiások – Színház az egész... (2000)
- A tigriscsíkos kutya (2000)
- Naplegenda (2000)
- Zsaruvér és Csigavér I.: A királyné nyakéke (2001)
- Zsaruvér és Csigavér II.: Több tonna kámfor (2002)
- A négyes páholy (2003)
- Mi, szemüvegesek (2004)
- Életképek (2004-2009)
- A szibériai nyuszt (2005)
- Könyveskép (2005)
- Melyiket a kilenc közül? (2006)
- Presszó (2008)
- Végzős kezdők (2013)
- Csak ülök és mesélek

## Díjai, elismerései
- Közmédia Életmű Díj (2016)[1]